# Буртнієкський край
Буртніє́кський кра́й (латис. Burtnieku novads) — адміністративно-територіальна одиниця Латвійської Республіки. Розташований у північній частині країни, в історичному регіоні Ліфляндія. Адміністративний центр — Буртнієкі. Створений 2009 року. Площа — 710,1 км². Населення — 8307 осіб (2011). До складу краю входять 6 волостей.